# ماري ويزلي
ماري ويزلي (بالإنجليزية: Mary Wesley)‏‏ (24 يونيو 1912 - 30 ديسمبر 2002 في توتنس) كاتِبة، وروائية، وكاتبة للأطفال من المملكة المتحدة.

## الجوائز
- نيشان الامبراطورية البريطانية من رتبة قائد

## روابط خارجية
- ماري ويزلي على موقع IMDb (الإنجليزية)